# Smittina smittiana
Smittina smittiana är en mossdjursart som först beskrevs av Busk 1884.  Smittina smittiana ingår i släktet Smittina och familjen Smittinidae. Inga underarter finns listade i Catalogue of Life.